# John Coleman (cầu thủ bóng đá, sinh năm 1946)
John Henry Coleman (sinh ngày 3 tháng 3 năm 1946) là một cựu cầu thủ bóng đá người Anh thi đấu ở vị trí hậu vệ ở Football League cho Mansfield Town và York City, ở bóng đá non-league cho Ilkeston Town, và đầu quân cho Nottingham Forest mà không có một lần ra sân ở giải vô địch.